# العبارة لمحاوزة (زاوية لقواسم)
العبارة لمحاوزة هي إحدى مشيخات المملكة المغربية، تتبع جغرافيا لإقليم الجديدة وإداريًا لزاوية لقواسم. يقدر عدد سكانها بـ 2922 نسمة حسب الإحصاء الرسمي للسكان والسكنى لسنة 2004.